# Sonja Eliasson
Sonja Karen Maria Eliasson, född Wramstedt 1 februari 1924 i Malmö, död 11 december 2009, var en svensk arkitekt. 
Eliasson, som var dotter till reassuranschefen Ernst Wramstedt och hans maka, avlade studentexamen i Lund 1943 och studerade vid Kungliga Tekniska högskolan 1943–1947. Hon anställdes hos arkitekt Ture Wennerholm i Stockholm 1947 och var biträdande stadsplanearkitekt i Linköpings stad och byggnadskonsulent i Vreta klosters landskommun i början av 1950-talet. Hon anställdes hos arkitekt Kjell Ödeen i Stockholm 1954, hos arkitekterna Mårten Larsson och Anders William-Olsson i Stockholm 1955 och var anställd på Kommunernas konsultbyrå/Landsbygdens byggnadsförening i Stockholm 1965–1971. Hon var stadsarkitekt i Ekerö landskommun/kommun 1967–1988 och bedrev egen arkitektverksamhet från 1989.